# Atrichopogon anemotis
Atrichopogon anemotis är en tvåvingeart som beskrevs av Jean-Jacques Kieffer 1913. Atrichopogon anemotis ingår i släktet Atrichopogon och familjen svidknott.
Artens utbredningsområde är Kenya. Inga underarter finns listade i Catalogue of Life.